# استمارة (برمجة)
الاستمارة في هندسة البرمجات بالمكونات (Visual Basic. NET WinForms وجَمبَس ودلفي ولَزَروس وما إلى ذلك) هو تمثيل لنافذة واجهة المستخدم الرسومية. تحتوي الاستمارة على مكونات وعناصر تحكم تشتمل عادةً على أزرار "موافق" و "إلغاء"، وتتيح هذه الكائنات تجريدًا عالي المستوى من عناصر واجهة المستخدم القياسية أو المخصصة التي يسهل معالجتها عادةً أكثر من واجهة برمجة التطبيقات الأساسية لواجهة المستخدم الرسومية.
توضح عناصر التحكم المرئية (الأزرار ومربعات النص وما شابه) والمكونات غير المرئية (أجهزة ضبط الوقت واتصالات قاعدة البيانات وأدوات التخطيط وما إلى ذلك) في وقت التصميم في الاستمارة. توضع عناصر التحكم والمكونات هذه وحجمها بشكل تفاعلي وتُعين خضائها ومعالجات أحداثها باستخدام محرر خاص يوضع عادةً على شكل شبكة.
تُنشئ التعليمات البرمجية المُنشأة تلقائيًا في وقت التشغيل مثيلات لعناصر التحكم والمكونات هذه وتعيين خصائصها.